# Jošanica (Foča)
Pour les articles homonymes, voir Jošanica.
Jošanica (en serbe cyrillique : Јошаница) est un village de Bosnie-Herzégovine. Il est situé dans la municipalité de Foča et dans la république serbe de Bosnie. Selon les premiers résultats du recensement bosnien de 2013, il compte 114 habitants.

## Géographie
Jošanica est située dans les gorges de la Drina.

## Démographie

### Répartition de la population par nationalités (1991)
En 1991, le village comptait 327 habitants, répartis de la manière suivante :

### Communauté locale
En 1991, la communauté locale de Jošanica comptait 918 habitants, répartis de la manière suivante :